# Порция (сестра на Катон Млади)
Вижте пояснителната страница за други личности с името Порция.
Порция или Порция Като́на, Порция Стара (на латински: Porcia, Porcia Catonis/Maior; * пр. 95 пр.н.е.; † 46/45 пр.н.е.) e римска аристократка.

## Биография
Дъщеря е на Марк Порций Катон Салониан и Ливия Друза. Тя е по-голямата сестра на Марк Порций Катон Uticensis и по-малката полусестра на Сервилия Цепионис, на младата Сервилия и на Квинт Сервилий Цепион. Леля е на Марк Юний Брут, един от убийците на Юлий Цезар, Порция Катонис и Юния Терция.
След смъртта на родителите ѝ тя живее с братята и сестрите си при чичо си Марк Ливий Друз до неговото убийство през 91 пр.н.е.
Порция се омъжва за Луций Домиций Ахенобарб, който е консул през 54 пр.н.е. С него има син Гней Домиций Ахенобарб, който става прадядо на Нерон. През 48 пр.н.е. Порция загубва съпруга си в битката при Фарсала. Порция умира през 46 пр.н.е./ началото на 45 пр.н.е.